# Skórcz (stacja kolejowa)

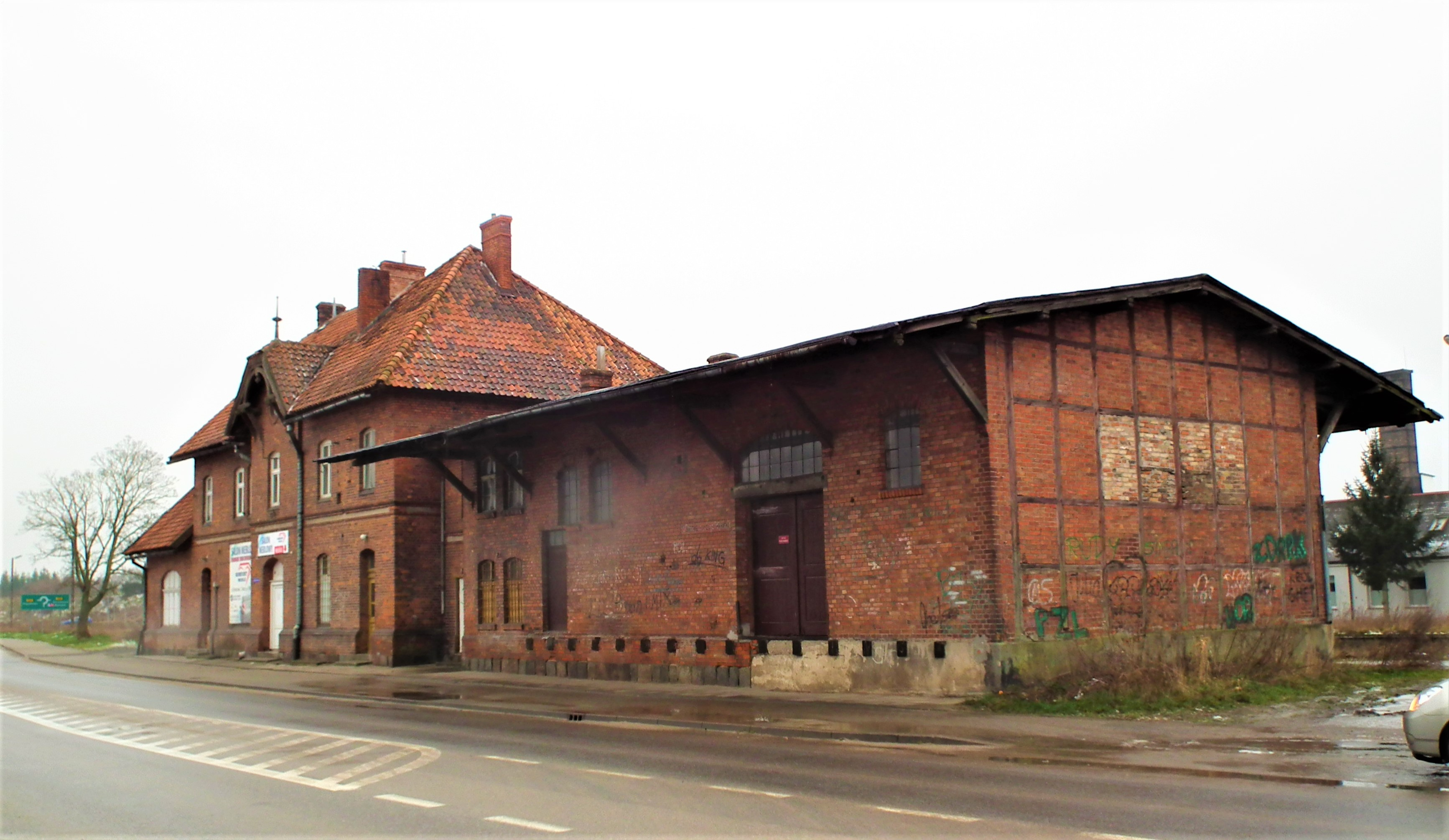
Widok od strony miasta w 2020

Skórcz – nieistniejąca stacja węzłowa w Skórczu.

## Położenie
Stacja jest położona w centrum Skórcza. W jej pobliżu znajduje się obecnie Urząd Gminy Skórcz oraz fabryka mebli Fast.

## Historia

### 1902-1945
Kolej dotarła do Skórcza w październiku 1902 roku ze Smętowa, a pół roku później Smętowo zyskało połączenie ze Starogardem Gdańskim. 20 sierpnia 1908 Skórcz stał się węzłem kolejowym.

### po 1945
W 1994 roku Skórcz stracił połączenie pasażerskie w kierunku Szlachty, a rok później w kierunku Smętowa. W 1997 roku zostają zawieszone ostatnie 2 pary pociągów relacji Starogard Gdański – Skórcz i ustaje również ruch towarowy na tej linii. W 1999 roku linia do Szlachty została pozbawiona ruch towarowego. W 2001 roku ustał całkowicie ruch pociągów w Skórczu.

## Linia kolejowa
W Skórczu krzyżowały się lokalne linie kolejowe: linia kolejowa Myślice – Szlachta łącząca Myślice ze Szlachtą oraz linia łącząca Skórcz ze Starogardem Gdańskim. Odcinki wszystkich wymienionych linii w okolicy Skórcza zostały wykreślone z ewidencji PKP PLK.
W sierpniu 2015 roku rozpoczął się demontaż torów od Jabłowa  do Skórcza.

## Pociągi

### Pociągi osobowe
Obecnie nie kursują.

### Ruch towarowy
Obecnie nie kursują.

## Infrastruktura

### Dworzec
Budynek dworca jest wielobryłowy. Został zbudowany z cegły i jest kryty dachówką. Główna część jest piętrowa. Do dworca przylega magazyn.

### Perony
Perony mają nawierzchnie z płyt chodnikowych i są niezadaszone.
Tory 
Na odcinku od Jabłowa do Skórcza szyny zostały zdemontowane.